# Sauerstoffkreislauf

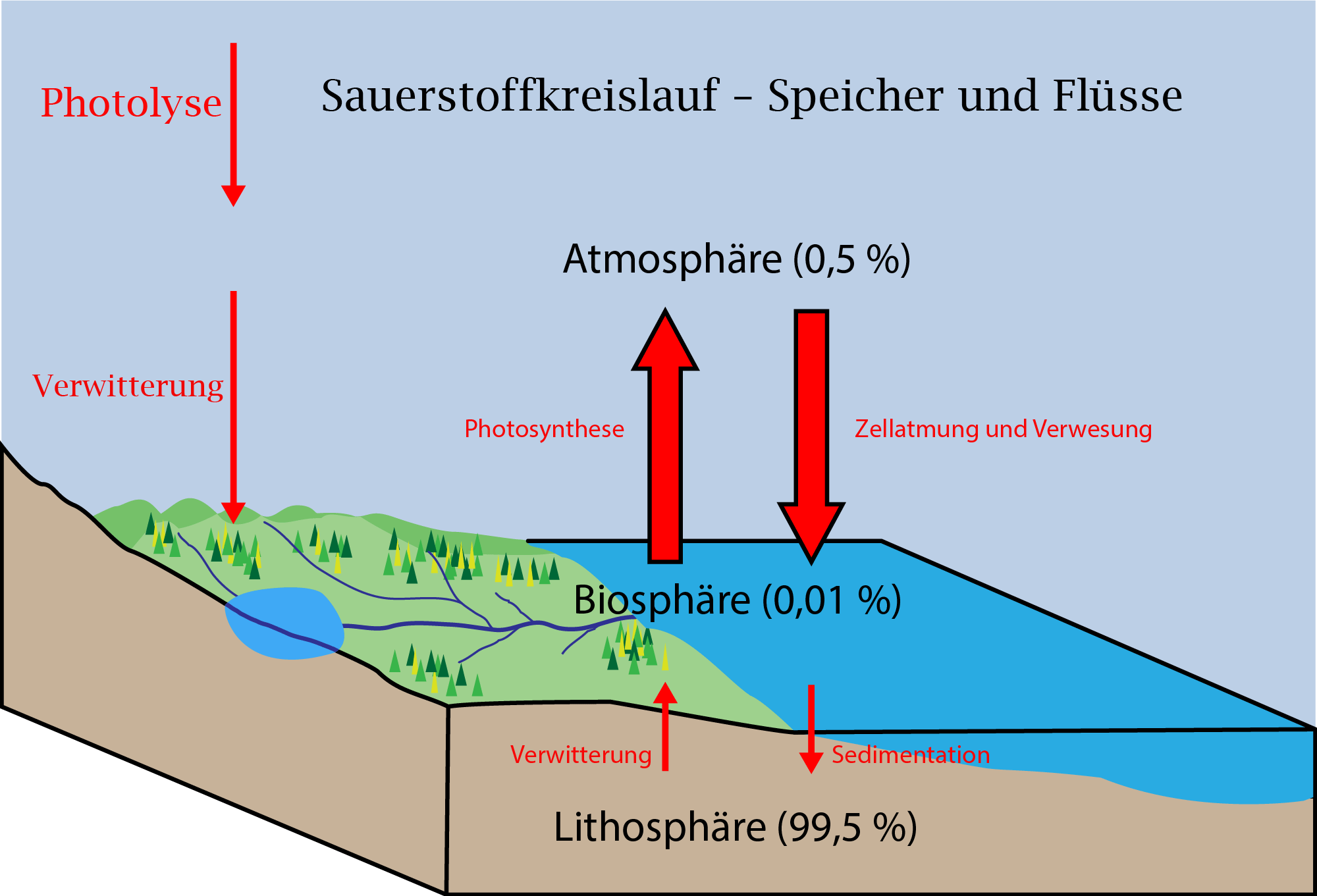
Sauerstoffkreislauf

Unter dem Begriff Sauerstoffkreislauf oder Sauerstoff-Zyklus versteht man den Transport und die Speicherung von Sauerstoff in der Erdatmosphäre, Biosphäre und Lithosphäre. Dieser Kreislauf ist ein biogeochemischer Kreislauf. Der wichtigste treibende Faktor des Sauerstoffkreislaufs ist die Photosynthese, die für die moderne Erdatmosphäre verantwortlich ist (siehe Große Sauerstoffkatastrophe). Der Sauerstoffkreislauf ist durch Oxidationen und Reduktionen mit den anderen Stoffkreisläufen verbunden. Diese laufen mit vielen anderen Elementen wegen der hohen Reaktionsfreudigkeit des Sauerstoffs besonders rasch ab.

## Speicher
Der größte Sauerstoffspeicher der Erde ist in den Silikat- und Oxid-Mineralien der Erdkruste und des Erdmantels (99,5 %). Nur ein kleiner Teil wird als freier Sauerstoff in die Biosphäre (0,01 %) und die Atmosphäre (0,36 %) freigesetzt. Die Hauptquelle des atmosphärischen freien Sauerstoffs ist die Photosynthese, die freien Sauerstoff aus Wasser erzeugt:
{\displaystyle \mathrm {6\ CO_{2}+12\ H_{2}O+Energie\longrightarrow C_{6}H_{12}O_{6}+6\ O_{2}+6\ H_{2}O} }

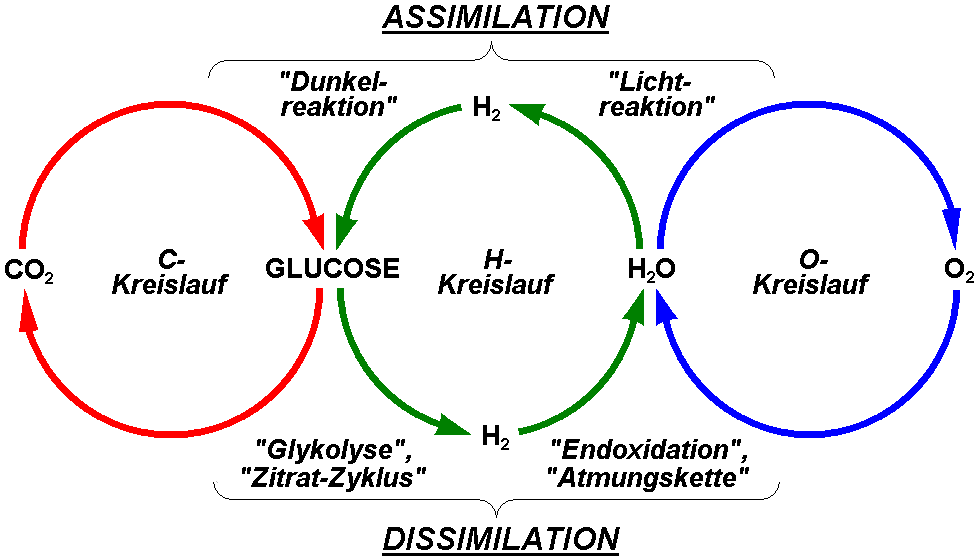
Kopplung des C-, H- und O-Kreislaufs im Stoffwechsel Photosynthese betreibender Pflanzen (Sauerstoff ist dabei zunächst einmal „Abfallprodukt“ der Photolyse des Wassers)

Photosynthese betreibende (photoautotrophe) Organismen sind in erster Linie Pflanzen, vor allem die Landpflanzen und das Phytoplankton der Meere. Daneben existieren photoautotrophe Bakterien und Archaeen. Das winzige marine Cyanobakterium Prochlorococcus wird zum Beispiel für mehr als die Hälfte der Photosynthese des offenen Ozeans verantwortlich gemacht. Es wurde erst 1986 entdeckt.
Eine zusätzliche Quelle für freien atmosphärischen Sauerstoff stellt die Photolyse dar, bei der eine hohe energiereiche Ultraviolett-Strahlung atmosphärisches Wasser und Distickstoffmonoxid in Atome bricht. Die freien H- und N-Atome (Radikale) reagieren in der Atmosphäre mit anderen Verbindungen, oder der Wasserstoff entweicht in den Weltraum:
{\displaystyle \mathrm {2\ H_{2}O+Energie\longrightarrow 4\ H+O_{2}} }

{\displaystyle \mathrm {2\ N_{2}O+Energie\longrightarrow 4\ N+O_{2}} }
Freier Sauerstoff kann aus der Atmosphäre verschwinden durch die Atmung und Verwesung, Mechanismen, bei denen heterotrophe Organismen wie z. B. Tiere und Bakterien Sauerstoff verbrauchen und Kohlendioxid freisetzen.
Die Lithosphäre verbraucht auch freien Sauerstoff durch chemische Verwitterung und Oberflächenreaktionen. Ein Beispiel ist Bildung von Eisenoxid (Rost):
{\displaystyle \mathrm {4\ FeO+O_{2}\longrightarrow 2\ Fe_{2}O_{3}} }

## Kapazitäten und Flüsse
Die folgenden Tabellen zeigen Schätzungen der Sauerstoffkreislauf-Speicher und Flüsse.
Tabelle 1: Wichtige Reservoirs, die am Sauerstoffkreislauf beteiligt sind:
| Speicher    | Kapazität  | Fluss (kg O2 pro Jahr) | Verweilzeit (Jahren) |
| ----------- | ---------- | ---------------------- | -------------------- |
| Atmosphäre  | 1,4 * 1018 | 3 * 1014               | 4.500                |
| Biosphäre   | 1,6 * 1016 | 3 * 1014               | 50                   |
| Lithosphäre | 2,9 * 1020 | 6 * 1011               | 500 Mio              |

Tabelle 2: Jährliche Gewinne und Verluste des Luftsauerstoffs (Einheiten von 1010 kg O2 pro Jahr):
| Photosynthese (Land) Photosynthese (Ozean) Photolyse von N2O Photolyse von H2O | 16.500 13.500 1,3 0,03         |
| insgesamt | ~ 30.000                       |
| Verluste – Atmung und Verwesung |                                |
| aerobe Atmung mikrobielle Oxidation Verbrennung von fossilen Brennstoffen (anthropogen) photochemische Oxidation Fixierung von N2 durch Blitzschlag Fixierung von N2 durch Industrie Oxidation von vulkanischen Gasen | 23.000 5.100 1.200 600 12 10 5 |
| Verluste – Verwitterung |                                |
| chemische Verwitterung Oberflächenreaktion von O3 | 50 12                          |
| insgesamt | ~ 30.000                       |

## Ozon-Sauerstoff-Zyklus
Das Vorhandensein des Luftsauerstoffs hat zur Bildung von Ozon (O3) und der Ozonschicht in der Stratosphäre geführt. Die Ozonschicht ist sehr wichtig, da sie die schädliche UV-Strahlungen absorbiert:
{\displaystyle \mathrm {O_{2}+(Strahlung<240nm)\longrightarrow 2O} }

{\displaystyle \mathrm {O+O_{2}\longrightarrow O_{3}} }